# 2003年中国大陆
| 中国历史 / 中国历史年表 |
| 世紀： 20世纪中国 / 21世纪中国 / 22世纪中国 |
| 年代： 1970年代中国大陆 / 1980年代中国大陆 / 1990年代中国大陆 / 2000年代中国大陆 / 2010年代中国大陆 / 2020年代中国大陆 / 2030年代中国大陆                     |
| 年份： 1999年中国大陆 / 2000年中国大陆 / 2001年中国大陆 / 2002年中国大陆 / 2003年中国大陆 / 2004年中国大陆 / 2005年中国大陆 / 2006年中国大陆 / 2007年中国大陆 |
| 纪年： 癸未年（羊年）、中华人民共和国成立54周年 |

## 党和国家领导人

### 最高领导人
- 中国共产党中央委员会总书记：胡锦涛

### 国家元首
- 中华人民共和国主席：江泽民→胡锦涛

### 政府首脑
- 中华人民共和国国务院总理：朱镕基→温家宝

## 大事记
2003年中国大陆：1月 - 2月 - 3月 - 4月 - 5月 - 6月 - 7月 - 8月 - 9月 - 10月 - 11月 - 12月

### 1月
- 1月7日至8日，中央农村工作会议召开。中共中央总书记胡锦涛发表讲话指出，必须统筹城乡经济社会发展，把解决好农业、农村和农民问题作为全党工作的重中之重，放在更加突出的位置；要坚持“多予、少取、放活”的方针，发挥城市对农村带动作用，实现城乡经济社会一体化发展。

- 1月16日，中国共产党中央委员会、中华人民共和国国务院发出《关于做好农业和农村工作的意见》[1]。

- 1月29日，北京市宣武区人民法院公开审理足球裁判龚建平受贿案，以受贿罪判处被告人龚建平有期徒刑10年[2]。

### 2月
- 2月8日，经国家外汇管理局批准，即日起，延长中国外汇交易中心银行间外汇市场交易时间从过去的上午9:30至11:00延长为上午9:30至下午15:30，午间不休市。

- 2月9日，中国人民银行行长周小川出席在悉尼召开的国际清算银行亚太地区中央银行特别行长会议。周小川行长建议国际清算银行投入更多的资源研究、跟踪亚洲债券市场，争取在条件成熟时推出专门投资于亚洲国家本币债券的基金。

- 2月12日，中华人民共和国财政部召开2003年国债承销团工作会议。会议决定，在国债发行中陆续推出新举措。

- 2月17日，中国人民银行总行批准，中国人民银行上海分行在温州市实行金融体制改革试点。改革的主要内容是：建立小额贷款营销制度；引导符合条件的民营、私营企业投资入股城市商业银行；试点组建股份制性质的农村商业银行；加大各类存贷款利率浮动幅度；成立中小企业投资（担保）公司；开展个人委托贷款业务。

- 2月20日，中国人民银行在温州市率先进行试点，中共温州市委、温州市人民政府召开全市金融体制改革试点工作会议，市委书记李强进行动员部署[3]。

- 2月24日，中国证监会批复首批合格境外机构投资者（QFII）托管任职资格。获得首批QFII托管任职资格的有：中国工商银行、中国银行、中国农业银行、交通银行、中国建设银行、招商银行、渣打银行、汇丰银行、花旗银行。这些银行不仅能为QFII投资中国证券市场提供开立账户、资产保管、资金清算、信息咨询等服务，还可向监管机构提供必要的监管信息[4]。

### 3月
- 3月3日至14日，全国政协十届一次会议举行，选举贾庆林为全国政协主席。

- 3月5日，第十届全国人大一次会议举行，选举胡锦涛为中华人民共和国主席，江泽民为国家军委主席，吴邦国为全国人大常委会委员长，曾庆红为中华人民共和国副主席。

- 3月9日，中共中央总书记胡锦涛在中央人口资源环境工作座谈会上指出，要加快转变经济增长方式，将循环经济的发展理念贯穿到区域经济发展、城乡建设和产品生产之中，使资源得到最有效的利用[5]。

- 3月16日，中华人民共和国主席胡锦涛发布第一号主席令，根据中华人民共和国第十届全国人民代表大会第一次会议的决定，任命温家宝为中华人民共和国国务院总理[6]。

- 3月17日，中华人民共和国主席胡锦涛发布第二号主席令，根据中华人民共和国第十届全国人民代表大会第一次会议的决定[7]，
  - 任命黄菊、吴仪、曾培炎、回良玉为国务院副总理；
  - 任命周永康、曹刚川、唐家璇、华建敏、陈至立为国务委员；
  - 任命华建敏为国务院秘书长（兼）；
  - 任命李肇星为外交部部长；
  - 任命曹刚川为国防部部长；
  - 任命马凯为国家发展和改革委员会主任；
  - 任命周济为教育部部长；
  - 任命徐冠华为科学技术部部长；
  - 任命张云川为国防科学技术工业委员会主任；
  - 任命李德洙（朝鲜族）为国家民族事务委员会主任；
  - 任命周永康为公安部部长（兼）；
  - 任命许永跃为国家安全部部长；
  - 任命李至伦为监察部部长；
  - 任命李学举为民政部部长；
  - 任命张福森为司法部部长；
  - 任命金人庆为财政部部长；
  - 任命张柏林为人事部部长；
  - 任命郑斯林为劳动和社会保障部部长；
  - 任命田凤山为国土资源部部长；
  - 任命汪光焘为建设部部长；
  - 任命刘志军为铁道部部长；
  - 任命张春贤为交通部部长；
  - 任命王旭东为信息产业部部长；
  - 任命汪恕诚为水利部部长；
  - 任命杜青林为农业部部长；
  - 任命吕福源为商务部部长；
  - 任命孙家正为文化部部长；
  - 任命张文康为卫生部部长；
  - 任命张维庆为国家人口和计划生育委员会主任；
  - 任命周小川为中国人民银行行长；
  - 任命李金华为审计署审计长。

- 3月27日，中华人民共和国国务院发出《关于全面推进农村税费改革试点工作的意见》[8]。

### 4月
- 4月2日，第七届世界计算机博览会暨第二十四届中国计算机产品北京展览交易会在北京展览馆开幕。本届展会以“移动计算与无限互联”为主题，展览总面积超过一点二万平方米，参展海外厂商五十多家，分别来自美国、俄罗斯、日本和韩国[9]。

- 4月3日，国务院新闻办公室举行记者招待会，张文康作为卫生部长，向中外记者介绍中国防治非典型肺炎的有关情况，并回答记者提问。他再一次公布截止到3月31日的非典型肺炎相关数字，其中“北京市12例，死亡3例”。他说：“我可以负责任地告诉大家，在中国工作、生活，包括旅游，都是安全的。在座的各位，戴口罩、不戴口罩，我相信都是安全的。”此事与当时北京疫情出现重大差距，也因此他在后续事件中备受诟病[10]。

- 4月16日，中国海军361号潜艇在内长山以东中国领海进行训练时，由于指挥操纵不当造成机械故障失事，艇上70名官兵全部遇难。

- 4月22日，在北京防治非典工作联席会议上，疾控中心专家建议，医院床位现已不足，可以考虑征用疗养院，比如条件比较好的小汤山疗养院。随后，卫生部副部长朱庆生和北京市副市长刘敬民与专家前往小汤山进行实地勘察，并认为小汤山适合建设新医院[11]。当天中华人民共和国国务院确定建设规划，决定投资百万元人民币在小汤山地区征集40.3公顷的土地，以最高速度建设一所全球最大的野战传染病医院，将北京市各医院的所有SARS患者集中此地治疗和管理，工程由中华人民共和国卫生部与北京市人民政府主持[12]。当晚，北京市建设委员会抽调约4000名工人和约500台机械设备，北京6家大型建设集团全部上阵[12]。4月23日，小汤山医院建设工程开工[12]。

- 4月26日，中华人民共和国主席胡锦涛发布第三号《主席令》，根据中华人民共和国第十届全国人民代表大会常务委员会第二次会议，免去张文康的卫生部部长职务；任命吴仪兼任卫生部部长[13]。

- 4月29日，小汤山医院建成，当日即通过验收[12]。4月30日，中华人民共和国卫生部及北京市政府宣布医院交付使用，并命名为中国人民解放军小汤山非典医院（北京市小汤山医院非典病房）（简称“小汤山非典医院”）[12]。小汤山非典医院为一级传染病医院，在当时是世界最大的传染病医院，亦创下世界医院修建速度纪录[12]。

### 5月
- 5月1日国家信息化领导小组完成调整。中共中央发出通知，中央决定国家信息化领导小组及其办事机构由以下人员组成：
  - 组长：温家宝。
  - 副组长：黄菊、刘云山、曾培炎、周永康、郭伯雄。
  - 成员：令计划、吉炳轩、李铁林、尤权、马凯、周济、徐冠华、张云川、田期玉、许永跃、金人庆、王旭东、杜青林、吕福源、孙家正、周小川、李荣融、李长江、徐光春、石宗源、曹康泰、赵启正、蔡红、邱如林、徐小岩。
  - 国务院信息化工作办公室主任：王旭东（兼）。
  - 国务院信息化工作办公室常务副主任：曲维枝。
  - 国家信息化领导小组及其办事机构原组成人员的职务自然免除[14]。当日夜，小汤山医院开始接收全国各地的SARS病人[15]。解放军抽调1200名军队医护人员进入医院治疗[16]。

- 5月3日，天津全市民间放鞭炮驱邪。谣言有蟒蛇精作祟。自四月，天津一些地方谣言非典和天津小规模地震都是“蛇精”作祟，应放鞭炮驱邪，还要吃桃罐头。

- 5月17日，中国电信、中国网通全面互联互通。两大公司日前达成了全面互联互通协议。

- 5月19日，中国将建新的疾病控制中心。中华人民共和国国务院副总理兼卫生部长吴仪在日内瓦出席第56届世界卫生大会期间，会见美国卫生部长汤姆森时透露，中国政府计划在近期开始建立一个大型的疾病控制中心，以完善公共卫生体系。中国政府计划投入80亿人民币，大约在2008年前正式建成[14]。

### 6月
- 6月15日，中共中央发出《关于在全党兴起学习贯彻“三个代表”重要思想新高潮的通知》[17][18]。

- 6月20日，中国最大的非典定点收治医院小汤山医院最后18名患者出院[19]。

- 6月24日，世界卫生组织西太区主任尾身茂在北京宣布，解除对北京旅游警告，同时北京也从SARS疫区名单中被删除[20][21]。

- 6月25日，中国共产党中央委员会、中华人民共和国国务院作出《关于加快林业发展的决定》[22]。

### 7月
- 7月28日，中共中央总书记胡锦涛在全国防治“非典”工作会议上的讲话中提出全面发展、协调发展、可持续发展的发展观[22]。

### 8月
- 8月19日，《退耕还林工程建设监理规定》出台。

- 8月21日，首次生物物种资源保护部际联席会议在北京召开。

- 8月28日至9月1日，中共中央总书记胡锦涛在江西考察工作时明确使用“科学发展观”概念，提出要牢固树立协调发展、全面发展可持续发展的科学发展观[22]。

### 9月
- 9月1日，中央军委主席江泽民在出席国防科学技术大学50周年庆典活动时郑重宣告，中国共产党中央委员会、中央军委决定，在“九五”期间裁减军队员额50万的基础上，2005年前军队再裁减员额20万[23][24][25]。

### 10月
- 10月5日，中国共产党中央委员会、中华人民共和国国务院发出《关于实施东北地区等老工业基地振兴战略的若干意见》。

- 10月14日，中共十六届三中全会召开，会议提出“坚持以人为本，树立全面、协调、可持续的发展观，促进经济社会和人的全面发展”为核心的科学发展观[22]。

- 10月15日至16日，神舟五号载人飞船成功升空并安全着陆。中国成为世界上第三个独立掌握载人航天技术的国家[8]。
- 10月29日, 西北大学外国语学院外语文化节闭幕晚会。当时在校的日本籍老师刚田以及包括野田直树在内的三名留学生有一个表演节目。在之前的排练中，他们的并未有表明将会演出当晚的表演内容。据网络流传的消息称在当晚的表演过程中，他们的胸前佩戴红色胸罩，并装有纸屑以在表演中撒出，腹部用绳子系着倒扣的纸杯。直至结束他们的表演维持了5分钟。（有博客写作人和贴子称，他从曾观看表演的同事处得知当时日本人的表演并无侮辱中国人的话语，只是表演本身比较下流。刘小彪的说法印证了这一点。表演时三人身上写的字样是“寿司・忍者・毛沢东・谢谢・中日友好・看什么”）

- 10月30日晚，西北大学千余名大学生走上西安街头反日游行。

### 11月
- 11月6日，河南林州对新兴路北段大菜园古墓群进行抢救性发掘时，清理出一组珍贵的战国时期赵国的编钟。赵国编钟在国内是首次发掘出土。[26]
- 11月13日，中国国家经贸委法规司称，中国新近取消了包括对利用外资项目增资行业审查、外国牌号碳酸饮料浓缩液进口登记等在内的四十六行政审批项目。[27]
- 11月18日，中国人民银行在全国发行第五套人民币5元纸币和5角硬币。[28]
- 11月19日，中国外经贸部、国家外汇管理局日前联合发布公告，将从二00三年起将对境外投资全面实行年检和绩效评价。
- 11月19日，中国人民银行宣布自12月1日起，将在广州、珠海、青岛、南京、武汉向外资金融机构开放人民币业务。
- 11月24日， 美國海軍“福斯特”号驱逐舰抵达青岛进行为期5天的友好访问。随舰来访官兵共353人。这是美国军舰自1986年首次访问青岛以来的第六次来访。[29]
- 11月27日至29日，中央经济工作会议召开。会议强调，突出抓好节约能源、节约原材料和节约用水工作，搞好重要资源的综合利用[22]。

### 12月
- 12月26日，中国共产党中央委员会、中华人民共和国国务院发布《关于进一步加强人才工作的决定》，强调实施人才强国战略是党和国家一项重大而紧迫的任务。

- 12月31日，中国共产党中央委员会、中华人民共和国国务院发出《关于促进农民增加收入若干政策的意见》，决定2004降低农业税率1个百分点，取消除烟叶外的农业特产税，实行粮食直补、良种补贴和大型农机具购置补贴[8]。